# إيمي كيتينغ روجرز
إيمي كيتينغ روجرز (بالإنجليزية: Amy Keating Rogers)‏ هي كاتبة سيناريو أمريكية، ولدت في 17 يونيو 1969 في لوس أنجلوس في الولايات المتحدة.

## وصلات خارجية
- الموقع الرسمي
- إيمي كيتينغ روجرز على موقع IMDb (الإنجليزية)
- إيمي كيتينغ روجرز على موقع ميوزك برينز (الإنجليزية)
- إيمي كيتينغ روجرز على موقع أول موفي (الإنجليزية)
- إيمي كيتينغ روجرز على موقع قاعدة بيانات الفيلم (الإنجليزية)